# كانيساتاكي (كيبك)
كانيساتاكي (بالإنجليزية: Kanesatake, Quebec)‏ هي منطقة سكنية تقع في كندا في Deux-Montagnes Regional County Municipality. يقدر عدد سكانها بـ ~1,350livingont نسمة .